# I Want to Hold Your Hand
I Want to Hold Your Hand är en låt inspelad av The Beatles 1963. Den skrevs av John Lennon och Paul McCartney och det var den som startade den "brittiska invasionen" (British Invasion) av de amerikanska musiklistorna. Det var den första Beatlesskivan som gjordes med fyrspårs-inspelning och The Beatles' första (av nitton) etta på Billboard Hot 100-listan. Den intog även förstaplatsen på englandslistan, där den redan hade förbeställts i en miljon ex. Internationellt är "I Want to Hold Your Hand" den mest sålda Beatlessingeln. Låten placerades på plats 16 i magasinet Rolling Stones lista The 500 Greatest Songs of All Time.
Lennon och McCartney hade instruerats av sin manager Brian Epstein att skriva en låt inriktad på den amerikanska marknaden. Den spelades också in på tyska som "Komm, Gib Mir Deine Hand" ("Kom, ge mig din hand), en av endast två gånger som The Beatles spelade in en låt på ett annat språk än engelska (den andra var "She Loves You").
Låten spelas i filmen Across the Universe.

## Skriven i en källare
Lennon och McCartney uppmuntrades av managern Brian Epstein att skriva något som skulle göra amerikanska lyssnare intresserade. De två beatlarna satt vid pianot i en källare och började jamma med det. Det har debatterats om vems källare det var. De flesta källor (!) säger att det var Jane Ashers, McCartneys flickvän vid den tiden. Denna uppgift understöddes av Lennon; i september 1980 berättade han för Playboy Magazine (i en intervju som publicerades i december, samma månad han mördades):
"We wrote a lot of stuff together, one on one, eyeball to eyeball. Like in 'I Want to Hold Your Hand', I remember when we got the chord that made the song. We were in Jane Ashers house, downstairs in the cellar playing on the piano at the same time. And we had, 'Oh you-u-u/ got that something...' And Paul hits this chord, and I turn to him and say, 'That's it!' I said, 'Do that again!' In those days, we really used to absolutely write like that - both playing into each others noses."
McCartney, å andra sidan, hade, efter vad han sade bara ett år efter att de skrivit sången, en annan uppfattning:
"Let's see, we were told we had to get down to it. So we found this house when we were walking along one day. We knew we had to really get this song going, so we got down in the basement of this disused house and there was an old piano. It wasn't really disused, it was rooms to let. We found this old piano and started banging away. Suddenly a little bit came to us, the catch line. So we started working on it from there. We got our pens and paper out and just wrote down the lyrics. Eventually, we had some sort of a song, so we played it for our recording manager and he seemed to like it. We recorded it the next day. Melody Maker ( poptidning) januari 1964. Nr 1.
1994 sade McCartney att han höll med Lennon om beskrivningen av omständigheterna runt tillkomsten av "I Want to Hold Your Hand", men sade inget om att den prompt var skriven hemma hos Asher:
"'Eyeball to eyeball' is a very good description of it. That's exactly how it was. 'I Want to Hold Your Hand' was very co-written."
Både Lennon och McCartney var imponerade av låten, så även Epstein, som tidigare varit orolig efter att flera av The Beatles' singlar floppat i USA. Enligt legenden ska Epstein, första gången han hörde låten, ha bokat flera scener i USA för Beatlesspelningar, och detta två månader innan den ens hade släppts som singel. The Beatles tänjde ännu mer på historien när de anlände till USA, där de sade att de vägrat komma dit innan de fått en listetta där. I verkligheten hade Epstein bara bokat en spelning i USA, och detta långt innan "I Want to Hold Your Hand" ens var inspelad.
Låtnamnet kan ha inspirerats av "I wanna be your man".

## I studion
The Beatles började inspelningen av "I Want to Hold Your Hand" i Abbey Road Studios i Studio 2 den 17 oktober 1963. Noterbart är att detta var första gången som The Beatles använde sig av fyrspårs-inspelning, tidigare hade det varit tvåspår. Ett studiomontage i The Beatles Anthology innehåller ett audioklipp där McCartney instruerar Ringo Starr hur han ska spela på trummorna i låtens intro. [källa behövs]
"I Want to Hold Your Hand" var tillsammans med "She Loves You" den enda Beatleslåten som spelades in på tyska. Den tyska avdelningen på EMI (moderbolaget till The Beatles' bolag, Parlophone Records var övertygad om att The Beatles skivor inte skulle sälja om de inte sjöngs på tyska. The Beatles trodde inte på idén, men George Martin övertalade dem att försöka. Men, när det var tänkt att de skulle spela in den tyska versionen, den 27 januari 1964, var det ingen av beatlarna som dök upp.
Martin berättades senare om sin irritation över The Beatles' ohövlighet:
"The boys were enjoying their new life. They were very busy and they were tasting their first fruits of success. I had asked them to appear at the EMI studios one afternoon and I got there with this German fellow, who came to coach them with this language and when the time came, I think it was four o'clock, there was no sign of them, at all! I was a bit puzzled by this, and thought, 'I wonder what has happen to them?' So I rang their hotel and I spoke to Neil Aspinall, who said, 'Oh, they are having tea. They're not going to come.' And so I said, 'But why?' And he said, 'Well, they don't want to. They,ve decided they wan't to make a record in German, after all.' I was absolutely livid! So, I hoped in a cab, together with the German, and I tore to the George V Hotel and I burst in on the scene and they were all having tea there, the four Beatles, the two road managers, and the only woman present was Jane Asher. It was rather like the Mad Hatter's tea party in Alice in Wonderland because Jane was pouring tea from a China tea pot with her long gold hair and the others sitting around, rather like the March Hare. And as I Burst into the room, and yelled at them, they all fled to corners of the room. The place disintegrated. There wasn't anyone left at the table except Jane Asher pouring tea. The four mop-tops were in each corner of the room, just lookin over a cushion, or a chair, pretending to hide, and laughing. I said, 'Look, you really owe this fellow a great apology. He's come all this way, over from Germany, so, say you're sorry.' And they, in their cheeky Liverpool way, said, 'Oh, sorry, so sorry!' After that, they came and did the German record in the studio. They still didn't like doing it very much, but they did it. That was the very first time I had a row with them, and probably the only time."
Två dagar senare spelade The Beatles in "Komm, Gib Mir Deine Hand" i "Pathe Marconi Studios" i Paris, en av få gånger i deras karriär som de spelade in utanför London.

## Invasionen startar
Parlophone Records släppte "I Want to Hold Your Hand" (med "This Boy" som b-sida) i Storbritannien den 29 november 1963. Efterfrågan var stark, över en miljon ex. hade förbeställts. När den slutligen släpptes, blev responsen fenomenal. En vecka efter att den hade kommit in på englandslistan, den 14 december 1963, tog den ner "She Loves You", en annan Beatlessång, från förstaplatsen. Det var första gången i englandslistans historia som en grupp slagit ner sig själv från förstaplatsen, där den sedan stannade i fem veckor. Den stannade kvar på englandslistan i ytterligare femton veckor efter det, och kom även tillbaka för en vecka, den 16 maj 1964. Beatlemania var på toppen vid den tiden; under samma period, satte The Beatles rekord genom att inneha de två översta placeringarna på både album- och singellistan i Storbritannien.
Till slut lyckades EMI och Brian Epstein övertyga det amerikanska skivbolaget Capitol Records, ett dotterbolag till EMI, att The Beatles kunde slå i USA, vilket ledde till att "I Want to Hold Your Hand" med "I Saw Her Standing There" på b-sidan släpptes som singel den 26 december 1963. Capitol hade tidigare motsatt sig att lansera Beatlesskivor i USA, varför gruppens tidigaste skivor därför släpptes av de relativt små bolagen Vee-Jay och Swan. För att ta tillfället i akt krävde Epstein 40 000 dollar av Capitol för att promota singeln (dittills hade The Beatles aldrig satsat mer än 5 000 dollar på en reklamkampanj). Singeln hade egentligen tänkts släppas i mitten av januari 1964, i samband med The Beatles' uppträdande på The Ed Sullivan Show, men ett 15-årigt Beatlesfan, Marsha Albert, var fast besluten att få tag på singeln tidigare. Hon berättade senare:
"It wasn't so much what I had seen, it's what I heard. They had a scene where they played a clip of 'She Loves You' and I thought it was a great song... I wrote that I thought The Beatles would be really popular here, and if Deejay Carroll James could get one of their records, that would really be great." ("Det var inte direkt det jag hade sett, det var vad jag hörde. De hade en scen där de spelade ett klipp från 'She Loves You', och jag tyckte att det var en fantastisk sång ... Jag skrev att jag trodde att The Beatles skulle bli riktigt stora här, och om DJ Carroll James kunde få tag i en av deras skivor skulle det vara fantastiskt.")
Carroll James var DJ på WWDC, en radiostation i Washington D.C. Han bestämde sig till slut att fullfölja Albert's förslag och frågade stationens chef för marknadsföringen om han kunde få British Overseas Airways Corporation att skeppa över ett ex. av "I Want to Hold Your Hand" från Storbritannien. Albert återberättar vad som hände sedan: "Carroll James called me up the day he got the record and said 'If you can get down here 5 o'clock, we'll let you introduce it.'" Albert såg till att komma till stationen i tid, och presenterade skivan med: "Ladies and gentlemen, for the first time on the air in the United States, here are The Beatles singing 'I Want to Hold Your Hand.'"
Sången blev en enorm hit, vilket överraskade stationen eftersom de mest riktade sig till en lugnare publik, som var mer van vid sånger från Andy Williams eller Bobby Vinton istället för rock and roll. James spelade sången regelbundet, och han skruvade ofta ner ljudet i mitten på sången och sade: "This is a Carroll James exclusive", för att hindra andra stationer att spela av den och sända den själva.
Capitol försökte få igenom ett beslut i domstol att stoppa radiospelandet av "I Want to Hold Your Hand", vilket redan spridits ut av James till ett par DJ:ar i Chicago och St. Louis. James och WWDC själva ignorerade hotet, och Capitol kom fram till att de kunde tjäna på publiciteten och släppte singeln två veckor tidigare än planerat, den 26 december.
Efterfrågan var enorm; på bara de tre första dagarna såldes skivan i en kvarts miljon exemplar. I New York såldes det 10 000 skivor i timmen. Capitol var så oförberedda på framgången att de fick hyra skivpressarna på Columbia Records och RCA för att hinna få ut tillräckligt många skivor till butikerna. Den 18 januari 1964 kom "I Want to Hold Your Hand" in på hitlistan, och den 1 februari fick The Beatles till slut sin första etta i USA.

## Komm, gib mir deine Hand
Komm, gib mir deine Hand är en tyskspråkig version av låten. Under 60-talet var det ännu vanligt att man spelade in flera versioner på olika språk av en låt. The Beatles gick endast motvilligt med på detta i samband med att man gav konserter i Paris i januari 1964. I Studion EMI Pathé Marconi gjorde man hela 14 tagningar av "Komm, gib mir deine Hand" innan man blev nöjd. Man behövde dock bara spela in sången då man behöll kompet från den engelska versionen. Vid samma session spelade man även in en helt ny tyskspråkig version av She Loves You (Sie liebt dich) samt Can't Buy Me Love. Detta kraftprov gjorde att Beatles därefter vägrade att spela in på något annat språk än engelska, vilket kom att stärka engelska språkets ställning i musikvärlden.

## I Want To Bite Your Hand
I Want To Bite Your Hand är en parodi som spelades in 1964 av Gene Moss på albumet "Draculas Greatest Hits", RCA LSP2977. Detta album innehåller för övrigt monsterversioner av andra kända låtar.

## Listplaceringar
| Lista (1963-1964) | Position             |
| ----------------- | -------------------- |
| Danmark           | 1 (DR "Top 20")      |
| Finland           | 6                    |
| Flandern          | 6                    |
| Irland            | 2                    |
| Nederländerna     | 1                    |
| Norge             | 1                    |
| Nya Zeeland       | 1 (Lever Hit Parade) |
| Storbritannien    | 1                    |
| Sverige           | 1 (Kvällstoppen)     |
| Sverige           | 1 (Tio i topp)       |
| USA               | 1                    |
| Vallonien         | 3                    |
| Västtyskland      | 1                    |